# Hormel Foods

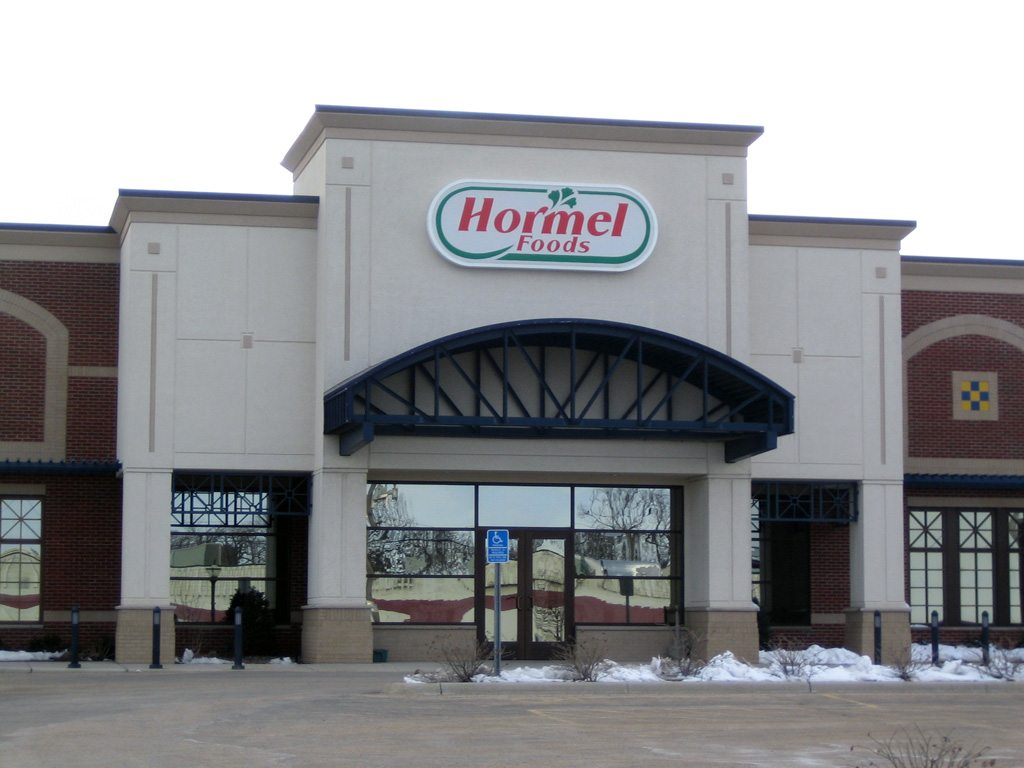
Hormel Foods Corp. in Austin

Hormel Foods ist ein US-amerikanischer Nahrungsmittelhersteller aus Austin (Minnesota). Vor allem bekannt ist Hormel als Produzent von Frühstücksfleisch der Marke Spam. Neben der gleichnamigen Marke verkauft Hormel auch Lebensmittel unter den Markennamen wie Jennie-O, Stagg und Carapelli.

## Geschichte

### Gründung und Expansion
Hormel wurde 1891 von George A. Hormel, Sohn deutscher Immigranten, als George A. Hormel & Company in Austin im Südosten von Minnesota gegründet. Auf dem Gelände einer alten Molkerei eröffnete Hormel seine Firma, die ihren Schwerpunkt zunächst auf die Produktion und den Verkauf von Fleischerzeugnissen legte. Am Ende des Jahres beschäftigte Hormel sechs Mitarbeiter. In der Folgezeit expandierte die Firma weiter und konnte kontinuierlich den Absatz steigern. 1901 wurde das Unternehmen in eine Corporation umgewandelt und eröffnete im selben Jahr ein Verkaufsbüro in Minneapolis. In den folgenden Jahren wurde weitere Vertriebszentren im mittleren Westen, aber auch in Großstädten wie San Antonio, Dallas oder Atlanta eröffnet. 1924 wurden erstmals über eine Million Schweine innerhalb eines Jahres zu Lebensmitteln verarbeitet. Zwei Jahre später brachte Hormel als erster Hersteller Dosenfleisch auf den Markt. Im Jahre 1929 wurde Jay C. Hormel, Sohn von George Hormel, Vorsitzender des Unternehmens. Das rasche Wachstum aber setzte sich auch weiterhin fort. Später wurden zum Transport der Güter von den Fabriken eine 125 Wagen große Flotte an Kühlgüterwagen für den Bahntransport angeschafft. In den 1930er Jahren brachte Hormel eine Reihe an neuen Marken und Produkten auf den Markt, darunter auch SPAM. Für den weniger einprägsamen Begriff Hormel Spiced Ham war ein eingängiger Markenname gesucht worden. In einem Namenswettbewerb hatte sich der Name SPAM (ein Kunstwort aus Spiced Ham) durchgesetzt. Die weitläufige Verfügbarkeit des Frühstücksfleisches wurde 1970 in dem bekannten Spam-Sketch von Monty Python persifliert, der die Verwendung des Wortes für Massenmail-Spam zur Folge hatte.

### Entwicklung ab den 1940ern
Zum 50-jährigen Firmenjubiläum erreichte Hormel, das inzwischen knapp 4.500 Mitarbeiter beschäftigte, einen Umsatz von 74,6 Millionen USD. Im selben Jahr gründeten George und Jay Hormel die The Hormel Foundation und das Hormel Institute, welches Forschungen in Zusammenarbeit mit der University of Minnesota durchführt. 1959 produziert Hormel die einmilliardste Dose Spam. Im August 1985 begann ein Streik der Mitarbeiter, die gegen die schlechte Bezahlung und schlechten Arbeitsbedingungen protestierten. Dieser dauerte insgesamt über einen Zeitraum von zehn Monaten. Den Protest der Arbeiter zog sich auch Minnesotas Gouverneur Rudy Perpich zu, der zum Schutz der nicht streikenden Arbeiter die Nationalgarde einsetzte. Über 700 streikende Arbeiter verließen nach Ende der Streikmaßnahmen Hormel. 1986 wurde der Hersteller von Geflügelprodukten Jennie-O Foods übernommen. Im Jahre 1993 ändert Hormel den Firmennamen auf Hormel Foods Corporation.

### Heutige Situation
Hormel hat sich in der Firmengeschichte zu einem vielseitigen Nahrungsmittelhersteller (Fleischprodukte, Teigwaren, Eier und Speiseöle) mit einer breiten Produktpalette entwickelt. Es erreichte im Jahr 2006 Rang 401 der 500 größten Unternehmen der Vereinigten Staaten. Im Geschäftsjahr 2008 erzielte das Unternehmen einen Umsatz von 9,32 Mrd. USD und einen Nettogewinn von 602 Mio. USD. Weltweit werden rund 20.400 Mitarbeiter beschäftigt.
Anfang 2017 schloss Smithfield Foods die Übernahme des größten kalifornischen Schweinefleischverarbeiters, Clougherty Packaging (Marken: Farmer John, Saag’s Specialty Meats) von Hormel Foods ab.

## Marken
Folgende Marken gehören zum Hormel-Konzern:
| | |
| - Hormel Always Tender - Stagg Chili - CHI-CHI'S Salsa - Llody's BBQ - Carapelli Olive Oil - Hormel Pepperoni - WorldFood - Valley Fresh Chicken | - Jennie-O Turkey Store - Farmer John Meats - NATURAL CHOICE Meats - SPAM - Dilusso Deli - Diamond Crystal Brands - GMBOND Sand Binder |